# امین حیایی
امین حیایی (زادهٔ ۱۹ خرداد ۱۳۴۹) بازیگر ایرانی است. حیایی فعالیت خود را در سال ۱۳۷۰ با حضور در فیلم دو همسفر آغاز و تاکنون در آثار گوناگون، فیلم، سریال و تئاتر حضور داشته است. او برای دو فیلم شب (۱۳۸۶) و برف آخر (۱۴۰۰) سیمرغ بلورین بهترین بازیگر از جشنواره فیلم فجر را کسب کرده است. حیایی همچنین در سال ۱۳۹۶ برای بازی در فیلم شعله‌ور نامزد دریافت سیمرغ بلورین جشنواره فیلم فجر شد و در نهایت دیپلم افتخار نقش اول مرد را کسب کرد.
او به‌عنوان یکی از داوران مسابقهٔ تلویزیونی عصر جدید به کارگردانی احسان علیخانی فعالیت کرده است. وی از سال ۱۳۷۷ با بازیگر ایرانی، نیلوفر خوش‌خلق ازدواج کرده و یک فرزند نیز از همسر نخست خود دارد.

## زندگی
امین حیایی در ۱۹ خرداد ۱۳۴۹ در قیطریه تهران زاده شد. پدرش تقی حیایی کارمند بوده و مادرش معلم. او برادر کوچکتری به نام امید دارد که در زمینه موسیقی فعالیت می‌کند.
او در دوران تحصیل به فعالیت در تئاتر پرداخت و پس از گرفتن دیپلم، ضمن خدمت سربازی در مرکز هنرهای نمایشی عقیدتی-سیاسی نیروی هوایی فعالیتش را آغاز کرد. در سال ۱۳۷۰ بازیگر یک تئاتر کودکان به کارگردانی ثریا قاسمی بود. در پانزدهمین جشنوارهٔ فیلم فجر نامزد دریافت جایزهٔ بازیگر نقش دوم برای فیلم «براده‌های خورشید» شد. او در نخستین نقش‌آفرینی‌اش به عنوان بازیگر نقش اول در فیلم «سیب سرخ حوا» (۱۳۷۸) حاضر شد. وی در سال ۱۳۸۱ با بازی در شش فیلم: مزاحم، مانی و ندا، مونس، اثیری، رز زرد و بوی بهشت روی پردهٔ سینماهای تهران رفت.
حیایی همچنین تا به حال در چهار فیلم هتل کارتن، دست‌های آلوده، مزاحم و تله از ساخته‌های سیروس الوند به ایفای نقش پرداخته است. وی در سال ۱۳۸۶ برندهٔ جایزهٔ بهترین بازیگر نقش اول مرد جشنوارهٔ فیلم فجر برای بازی در فیلم شب شد.
وی با بازی در فیلمِ برف آخر دوّمین بار سیمرغ بلورین بهترین نقش اول مرد را در چهلمین جشنواره فیلم فجر گرفت.

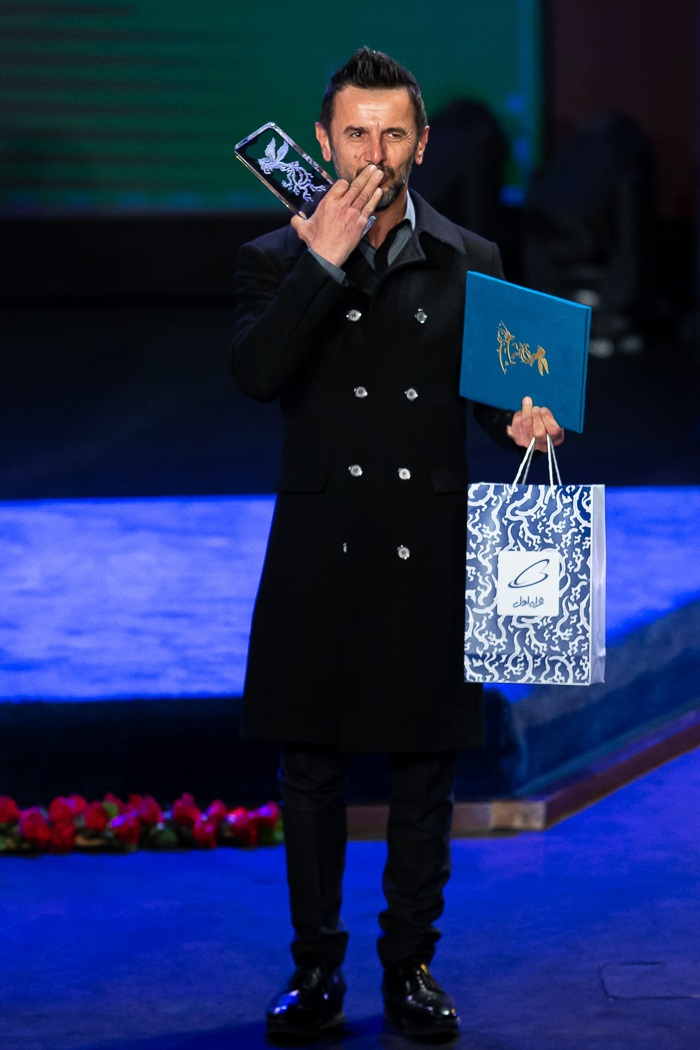
حیایی در جشنواره فیلم فجر ۱۴۰۰

او همچنین برندهٔ دیپلم افتخار بهترین بازیگر نقش اول مرد در جشنوارهٔ سی و ششم فیلم فجر برای فیلم شعله‌ور شد.همسر وی نیلوفر خوش‌خلق از بازیگران سینمای ایران است. همچنین مونا بانکی‌پور، همسر سابق حیایی، و فرزندشان دارا حیایی نیز از بازیگران سینما هستند.

## اعتراضات ۱۴۰۱
او مردان را در داشتن نگاه ناپاک مقصر دانسته و از نقش خود و سایر مردان ابراز تاسف کرد.

## آثار

### فیلم سینمایی
| سال   | نام فیلم                             | کارگردان                       |
| ----- | ------------------------------------ | ------------------------------ |
| ۱۴۰۴  | استخر                                | سروش صحت                       |
| ۱۴۰۳  | آقای زالو                            | مهران احمدی                    |
| ۱۴۰۳  | زیبا صدایم کن                        | رسول صدرعاملی                  |
| ۱۴۰۲  | کوکتل مولوتوف                        | حسین امیری دوماری              |
| ۱۴۰۱  | غریزه                                | سیاوش اسعدی                    |
| ۱۴۰۰  | ۲۸۸۸                                 | کیوان علی‌محمدی و علی‌اکبر حیدری |
| ۱۴۰۰  | برف آخر                              | امیرحسین عسگری                 |
| ۱۳۹۹  | هاوایی                               | بهمن گودرزی                    |
| ۱۳۹۸  | قاتل و وحشی                          | حمید نعمت‌الله                  |
| ۱۳۹۷  | چشم و گوش بسته                       | فرزاد مؤتمن                    |
| جانان | کامران قدکچیان                       |                                |
| ۱۳۹۶  | درخونگاه                             | سیاوش اسعدی                    |
| ۱۳۹۶  | خانم یایا                            | عبدالرضا کاهانی                |
| ۱۳۹۶  | دارکوب                               | بهروز شعیبی                    |
| ۱۳۹۵  | شعله‌ور                               | حمید نعمت‌الله                  |
| ۱۳۹۴  | ثبت با سند برابر است                 | بهمن گودرزی                    |
| ۱۳۹۴  | ناردون                               | فریدون حسن‌پور                  |
| ۱۳۹۴  | هلن                                  | علی‌اکبر ثقفی                   |
| ۱۳۹۳  | آدم باش                              | مجید جوانمرد                   |
| ۱۳۹۳  | سه بیگانه                            | مهدی مظلومی                    |
| ۱۳۹۲  | خانوم                                | تینا پاکروان                   |
| ۱۳۹۲  | پی ۲۲                                | حسین قاسمی جامی                |
| ۱۳۹۲  | آتیش بازی                            | بهمن گودرزی                    |
| ۱۳۹۱  | رژیم طلایی                           | رضا سبحانی                     |
| ۱۳۹۰  | خودزنی                               | احمد کاوری                     |
| ۱۳۹۰  | اختاپوس (دفتر اول: آهوی پیشونی سفید) | سیدجواد هاشمی                  |
| ۱۳۹۰  | قلاده‌های طلا                         | ابوالقاسم طالبی                |
| ۱۳۸۹  | اخراجی‌ها ۳                           | مسعود ده‌نمکی                   |
| ۱۳۸۹  | شیش و بش                             | بهمن گودرزی                    |
| ۱۳۸۹  | قفس طلایی                            | محمد زرین‌دست                   |
| ۱۳۸۸  | زنان ونوسی، مردان مریخی              | کاظم راست گفتار                |
| ۱۳۸۸  | پوپک و مش ماشاالله                   | فرزاد مؤتمن                    |
| ۱۳۸۸  | سلام بر عشق                          | اصغر نعیمی                     |
| ۱۳۸۸  | بیداری رؤیاها                        | محمدعلی باشه‌آهنگر              |
| ۱۳۸۸  | سن پطرزبورگ                          | بهروز افخمی                    |
| ۱۳۸۷  | اخراجی‌ها ۲                           | مسعود ده‌نمکی                   |
| ۱۳۸۷  | پسر تهرانی                           | کاظم راست‌گفتار                 |
| ۱۳۸۷  | یک اشتباه کوچولو                     | محسن دامادی                    |
| ۱۳۸۶  | دایره زنگی                           | پریسا بخت‌آور                   |
| ۱۳۸۶  | زن‌ها فرشته‌اند                        | شهرام شاه‌حسینی                 |
| ۱۳۸۶  | شب                                   | رسول صدرعاملی                  |
| ۱۳۸۵  | سنگ، کاغذ، قیچی                      | سعید سهیلی                     |
| ۱۳۸۵  | اخراجی‌ها                             | مسعود ده‌نمکی                   |
| ۱۳۸۵  | مهمان                                | سعید اسدی                      |
| ۱۳۸۴  | تله                                  | سیروس الوند                    |
| ۱۳۸۴  | چه کسی امیر را کشت؟                  | مهدی کرم‌پور                    |
| ۱۳۸۴  | ستاره‌ها ۳: ستاره بود                 | فریدون جیرانی                  |
| ۱۳۸۴  | ستاره‌ها ۲: ستاره است                 | فریدون جیرانی                  |
| ۱۳۸۴  | ستاره‌ها ۱: ستاره می‌شود               | فریدون جیرانی                  |
| ۱۳۸۴  | شام عروسی                            | ابراهیم وحیدزاده               |
| ۱۳۸۳  | زن زیادی                             | تهمینه میلانی                  |
| ۱۳۸۳  | آکواریوم                             | ایرج قادری                     |
| ۱۳۸۳  | سرود تولد                            | علی قوی‌تن                      |
| ۱۳۸۳  | شارلاتان                             | آرش معیریان                    |
| ۱۳۸۳  | عروس فراری                           | بهرام کاظمی                    |
| ۱۳۸۳  | نقاب                                 | کاظم راست‌گفتار                 |
| ۱۳۸۲  | شکلات                                | افشین شرکت                     |
| ۱۳۸۲  | کما                                  | آرش معیریان                    |
| ۱۳۸۲  | مهمان مامان                          | داریوش مهرجویی                 |
| ۱۳۸۱  | دختر ایرونی                          | محمدحسین لطیفی                 |
| ۱۳۸۱  | تب                                   | رضا کریمی                      |
| ۱۳۸۱  | رز زرد                               | داریوش فرهنگ                   |
| ۱۳۸۱  | عروس خوش‌قدم                          | کاظم راست‌گفتار                 |
| ۱۳۸۰  | اثیری                                | محمدعلی سجادی                  |
| ۱۳۸۰  | بوی بهشت                             | حمیدرضا محسنی                  |
| ۱۳۸۰  | مزاحم                                | سیروس الوند                    |
| ۱۳۷۹  | مانی و ندا                           | پرویز صبری                     |
| ۱۳۷۹  | مونس                                 | حمید رخشانی                    |
| ۱۳۷۸  | تکیه بر باد                          | داریوش فرهنگ                   |
| ۱۳۷۸  | دست‌های آلوده                         | سیروس الوند                    |
| ۱۳۷۸  | سیب سرخ حوا                          | سعید اسدی                      |
| ۱۳۷۷  | علف‌های هرز                           | قدرت‌الله صلح‌میرزایی            |
| ۱۳۷۶  | بادام‌های تلخ                         | کاظم معصومی                    |
| ۱۳۷۵  | هتل کارتن                            | سیروس الوند                    |
| ۱۳۷۴  | براده‌های خورشید                      | محمدحسین حقیقی                 |
| ۱۳۷۴  | گارد ویژه                            | پرویز صبری                     |
| ۱۳۷۳  | حامی                                 | قدرت‌الله صلح‌میرزایی            |
| ۱۳۷۲  | پرتگاه                               | بهرام ری‌پور                    |
| ۱۳۷۱  | دو روی سکه                           | محمد متوسلانی                  |
| ۱۳۷۰  | دو همسفر                             | اصغر هاشمی                     |

### سریال تلویزیونی و نمایش خانگی
| سال                | نام مجموعه        | کارگردان                   | سمت                          | پخش                         |
| ------------------ | ----------------- | -------------------------- | ---------------------------- | --------------------------- |
| ۱۴۰۳               |                   |                            |                              |                             |
| آبان               | رضا دادویی        | بازیگر                     | شبکه نمایش خانگی پلتفرم شیدا |                             |
| ۳۵میلیمتری(تاک شو) | فریدون جیرانی     | مهمان                      | شبکه نمایش خانگی             |                             |
| ۱۴۰۲               | افعی تهران        | سامان مقدم                 | بازیگر مهمان                 | شبکه نمایش خانگی            |
| ۱۴۰۰               | جوکر              | احسان علیخانی              | بازیگر                       | شبکه نمایش خانگی            |
| ۱۴۰۰               | ساخت ایران ۳      | بهمن گودرزی                | بازیگر                       | شبکه نمایش خانگی            |
| ۱۴۰۰               | عصر جدید ۳        | احسان علیخانی              | داور                         | شبکه سه                     |
| ۱۳۹۹               | آقازاده           | بهرنگ توفیقی               | بازیگر                       | شبکه نمایش خانگی            |
| ۱۳۹۸               | عصر جدید ۲        | احسان علیخانی              | داور                         | شبکه سه                     |
| ۱۳۹۷               | عصر جدید          | احسان علیخانی              | داور                         | شبکه سه                     |
| ۹۷–۱۳۹۶            | ساخت ایران ۲      | برزو نیک‌نژاد               | بازیگر                       | شبکه نمایش خانگی            |
| ۱۳۹۴               | خنداننده برتر     | رامبد جوان                 | استندآپ کمدین                | شبکه نسیم، تابستان ۹۴       |
| ۱۳۹۴               | آمین              | منوچهر هادی و بهرنگ توفیقی | بازیگر                       | شبکه یک، هفته نیروی انتظامی |
| ۱۳۹۳               | دیگری             | احمد کاوری                 | بازیگر                       | شبکه سه، شب‌های قدر          |
| ۱۳۹۳               | خوب بد زشت        | منوچهر هادی                | بازیگر                       | شبکه دو، نوروز ۱۳۹۳         |
| ۱۳۹۳               | آسمان من          | محمدرضا آهنج               | بازیگر                       | شبکه افق، نوروز ۱۳۹۴        |
| ۱۳۹۰               | ساخت ایران ۱      | محمدحسین لطیفی             | بازیگر                       | شبکه نمایش خانگی            |
| ۱۳۹۰               | قلب یخی (فصل دوم) | محمدحسین لطیفی             | بازیگر                       | تصویر دنیای هنر، ۱۳۹۰       |
| ۱۳۸۹               | قلب یخی (فصل اول) | محمدحسین لطیفی             | بازیگر                       | تصویر دنیای هنر، ۱۳۸۹       |
| ۸۹–۱۳۸۵            | کلاه پهلوی        | سید ضیاءالدین دری          | بازیگر                       | شبکه یک، ۱۳۹۱               |
| ۱۳۸۸               | شمس‌العماره        | سامان مقدم                 | بازیگر                       | شبکه دو، ۱۳۸۸               |
| ۱۳۸۸               | کلاه قرمزی ۸۸     | ایرج طهماسب                | بازیگر                       | شبکه دو، نوروز ۱۳۸۸         |
| ۱۳۷۹               | همسایه‌ها          | محمدحسین لطیفی             | بازیگر                       | شبکه سه                     |
| ۱۳۷۸               | روزگار جوانی ۲    | اصغر توسلی                 | بازیگر                       | شبکه پنج                    |
| ۱۳۷۷               | روزگار جوانی      | شاپور قریب                 | بازیگر                       | شبکه پنج                    |
| ۱۳۷۵               | دو پنجره          | پاشا شاهنده                | بازیگر                       | شبکه سه                     |
| ۱۳۷۴               | مهر خوبان         | سید یوسف مهدوی             | بازیگر                       | شبکه سه، ۱۳۷۵               |
| ۱۳۷۲               | همسران            | مسعود رسام و بیژن بیرنگ    | بازیگر                       | شبکه دو، ۱۳۷۳               |
| ۱۳۷۱               | آپارتمان          | اصغر هاشمی                 | بازیگر                       | شبکه یک                     |

### تئاتر
- غرب واقعی (کارگردان: داریوش مهرجویی) - ۱۳۹۴
- پرفورمنس قحطی نور - (کارگردان: امین حیایی) - ۱۳۹۱[۲۰]

### آلبوم موسیقی
- بوی بهشت - ۱۳۸۰
- باران (با گروه کویر) - ۱۳۸۵

### تک‌آهنگ
- زندگی سفیده (به همراه پدرام نصیری) - ۱۸ خرداد ۱۳۹۳
- اوج پرواز (با همراهی کامران تفتی، نیما نکیسا، کامبیز دیرباز، علی ضیا، مازیار عصری، سیاوش خواهانی، مجید ادیب، پرهام امینی، بردیا صابری و پویا امینی) - ۱۱ تیر ۱۳۹۳
- عشق تو (تیتراژ برنامه یک ویژه تحویل سال شبکه ۱) - ۱۳۹۷
- دیوونه می‌سازی (اولین اجرا در برنامه عصر جدید ویژه تحویل سال شبکه ۳) - ۱۳۹۸
- بی‌قرار (تیتراژ فیلم درخونگاه) - ۱۳۹۸

## جوایز و نامزدی‌ها
| رویداد                              | برنده‌شده | نامزدشده |
| ----------------------------------- | -------- | -------- |
| جشنواره فیلم فجر                    | ۲        | ۵        |
| جشن بزرگ سینمای ایران               | ۰        | ۱        |
| جشن دنیای تصویر                     | ۳        | ۱        |
| جشن آکادمی سینما سینما              | ۰        | ۱        |
| جشنواره بین‌المللی فیلم مالزی        | ۰        | ۱        |
| جشن انجمن منتقدان و نویسندگان ایران | ۰        | ۱        |
| مجموع                               | ۵        | ۱۰       |

### جشنواره فیلم فجر
| سال  | اثر             | رده                        | نتیجه        |
| ---- | --------------- | -------------------------- | ------------ |
| ۱۳۷۵ | براده‌های خورشید | بهترین بازیگر نقش مکمل مرد | نامزد        |
| ۱۳۸۳ | زن زیادی        | بهترین بازیگر نقش اول مرد  | نامزد        |
| ۱۳۸۶ | شب              | بهترین بازیگر نقش اول مرد  | برنده        |
| ۱۳۸۸ | بیداری رؤیاها   | بهترین بازیگر نقش اول مرد  | نامزد        |
| ۱۳۹۶ | شعله‌ور          | بهترین بازیگر نقش اول مرد  | دیپلم افتخار |
| ۱۳۹۷ | درخونگاه        | بهترین بازیگر نقش اول مرد  | نامزد        |
| ۱۴۰۰ | برف آخر         | بهترین بازیگر نقش اول مرد  | برنده        |

### جشن بزرگ سینمای ایران
| سال  | اثر         | رده                        | نتیجه |
| ---- | ----------- | -------------------------- | ----- |
| ۱۳۸۲ | عروس خوشقدم | بهترین بازیگر نقش مکمل مرد | نامزد |

### جشن دنیای تصویر
| سال  | اثر          | رده                       | نتیجه |
| ---- | ------------ | ------------------------- | ----- |
| ۱۳۸۲ | مزاحم        | بهترین بازیگر نقش اول مرد | برنده |
| ۱۳۹۳ | خانوم        | بهترین بازیگر نقش اول مرد | برنده |
| ۱۳۹۸ | ساخت ایران ۲ | بهترین بازیگر مرد کمدی    | برنده |
| ۱۳۹۸ | شعله‌ور       | بهترین بازیگر نقش اول مرد | نامزد |

### جشن آکادمی سینما سینما
| سال  | اثر    | رده                       | نتیجه |
| ---- | ------ | ------------------------- | ----- |
| ۱۳۹۸ | شعله‌ور | بهترین بازیگر نقش اول مرد | نامزد |

### جشنواره بین‌المللی فیلم مالزی
| سال  | اثر    | رده                       | نتیجه |
| ---- | ------ | ------------------------- | ----- |
| ۱۳۹۸ | دارکوب | بهترین بازیگر نقش اول مرد | نامزد |

### جشن انجمن منتقدان و نویسندگان ایران
| سال  | اثر    | رده                       | نتیجه        |
| ---- | ------ | ------------------------- | ------------ |
| ۱۳۹۷ | شعله‌ور | بهترین بازیگر نقش اول مرد | دیپلم افتخار |